# Мусхабов, Исмаил
Исмаил Мусхабов — российский композитор, народный артист Чеченской республики, исполняет песни на русском и чеченском языках. Представитель дагестанских чеченцев. В 2013 году стал лучшим композитором музыкального конкурса «Национальная пятерка-2013».

## Биография
Исмаил Мусхабов родился и вырос в селе Нурадилово Республики Дагестан.

## Учёба
После окончания школы и увольнения из рядов ВС, Исмаил без труда поступил в Грозненское музыкальное училище, на вокальное отделение.

## Творчество
Работал в Грозненской филармонии.